# ABC-Klasse
Die ABC-Klasse, benannt nach den Anfangsbuchstaben der drei gebauten Einheiten Arran, Bute und Cowal, war eine Fährschiffsklasse der Reederei Caledonian MacBrayne.

## Geschichte
Die erste Einheit wurde unter der Baunummer 1470 auf der Werft William Denny & Bros. in Dumbarton und die folgenden beiden Einheiten unter den Baunummern 480 und 481 auf der Werft Ailsa Shipbuilding Co. in Troon für die Reederei Caledonian Steam Packet Company gebaut. Die auf der Werft William Denny & Bros. gebaute Fähre wurde auf Werft Ailsa Shipbuilding Co. ausgerüstet. Die Fähren waren die ersten Autofähren der Reederei überhaupt.
Durch den Zusammenschluss der Caledonian Steam Packet Company mit David MacBrayne kamen die Schiffe zum 1. Januar 1973 zu Caledonian MacBrayne.

## Beschreibung
Die Schiffe wurden von zwei Zweitakt-Sechszylinder-Dieselmotoren des Motorenherstellers British Polar Engines in Glasgow angetrieben. Die Motoren wirkten auf zwei Propeller. Für die Stromerzeugung standen von Dieselmotoren angetriebene Generatoren zur Verfügung.
Die Fähren waren mit einem Lastenaufzug und Seitenrampen ausgestattet und konnten so herkömmliche Kaianlagen nutzen. Der Lastenaufzug konnte 14 t heben. Die Fahrzeuge wurden an Bord in einer in die Decksaufbauten integrierten Garage befördert. Im vorderen Bereich der Garage befand sich ein Drehteller, mit dessen Hilfe die Fahrzeuge gedreht wurden, um wieder vorwärts auf den Lastenaufzug fahren zu können. Auf dem Lastenaufzug befanden sich zwei weitere Drehteller. Der Lastenaufzug befand sich hinter dem Schornstein, der sich seinerseits etwa in der Mitte der Schiffe befand. Hinter dem Lastenaufzug waren die Schiffe mit einem Laderaum ausgestattet. Für den Ladungsumschlag stand Ladegeschirr mit zwei Ladebäumen zur Verfügung. Die Kapazität der Ladebäume betrug 7 t. Da die Benutzung der Lastenaufzüge bequemer war und mehr Ladung gleichzeitig bewegt werden konnte, ging man bald dazu über, Ladungen auf Wagen bzw. mithilfe eines Gabelstaplers über den Lastenaufzug zu laden bzw. zu löschen. Das Ladegeschirr der Schiffe wurde daher 1958 entfernt und der Platz auf dem Laderaum für die Beförderung weiterer Fahrzeuge umgebaut.
Die Einrichtungen für die Passagiere waren in den Decksaufbauten und im Rumpf vor dem Lastenaufzug untergebracht. Sie bestanden in erster Linie aus einem Aufenthaltsraum und einer Teestube oberhalb des Fahrzeugdecks sowie einer unter dem Fahrzeugdeck eingerichteten Bar. Oberhalb des Decks mit dem Aufenthaltsraum und der Teestube befanden sich ein teilweise offenes Deck sowie Bereiche mit Kabinen und weiteren Räumen für die Schiffsbesatzung. Auf dieses Deck war im vorderen Bereich ein verhältnismäßig schmales Steuerhaus aufgesetzt.

## Schiffe

### Arran
Die Arran wurde unter der Baunummer 1470 auf der Werft William Denny & Bros. gebaut. Der Stapellauf fand am 22. September 1953 statt. Die Ausrüstung des Schiffes erfolgte auf der Werft Ailsa Shipbuilding Co. Das Schiff wurde am 18. Dezember 1953 fertiggestellt und am 4. Januar 1954 auf der Strecke zwischen Gourock und Dunoon in Dienst gestellt. Das nach der Isle of Arran benannte Schiff verkehrte bis Ende der 1960er-Jahre in erster Linie zwischen Gourock und Dunoon, Wemyss Bay und Rothesay auf der Isle of Bute sowie Wemyss Bay und gelegentlich Largs und Millport auf der Insel Great Cumbrae.
Das Schiff wurde Ende 1969 für den Einsatz von Kennacraig am West Loch Tarbert umgebaut. Dabei wurde unter anderem die Teestube zu einem Selbstbedienungsrestaurant umgebaut und eine Küche sowie Kabinen für die für das Fahrtgebiet zusätzlich benötigte Schiffsbesatzung eingebaut. Ab Ende Januar 1970 verkehrte die Fähre von Kennacraig nach Port Ellen bzw. Port Askaig auf der Insel Islay und nach Craighouse auf der Insel Jura. Außerdem wurden die Inseln Gigha und Colonsay angelaufen. Aufgrund des exponierteren Fahrtgebietes durften nur 360 Passagiere befördert werden.
Anfang 1973 wurde das Schiff erneut umgebaut. Der Lastenaufzug und die Seitenrampen wurden ebenso entfernt wie die hinter dem Lastenaufzug liegenden Aufbauten. Der Bereich hinter den vorderen Decksaufbauten wurde zu einem offenen Fahrzeugdeck umgebaut. Statt der Seitenrampen wurde das Schiff mit einer Heckrampe ausgestattet. Die zuvor im hinteren Bereich des Schiffes in den Aufbauten untergebrachten Kabinen für die Besatzung wurden in den vorderen Bereich im Schiffsrumpf eingerichtet und dafür die Bar in die Decksaufbauten verlegt. Ab April 1973 verkehrte die Fähre zwischen Kennacraig am West Loch Tarbert und Port Ellen auf der Insel Islay.
Im August 1974 wurde die Arran durch die Pioneer ersetzt und in der Folge auf verschiedenen Strecken als Ersatzschiff genutzt. Ende 1975 wurde sie mit einer Seitenrampe auf der Steuerbordseite ausgerüstet, um wieder auf der Verbindung zwischen Gourock und Dunoon eingesetzt werden zu können. Außerdem verkehrte sie noch zwischen Oban und den Inseln Mull und Colonsay, zur Insel Islay sowie von Mallaig zu den im Englischen als „Small Isles“ bezeichneten Inseln Eigg, Muck, Rùm und Canna. Die Fähre wurde von Caledonian MacBrayne zuletzt am 19. Juli 1979 während der Mull Highland Games zwischen Tobermory auf der Isle of Mull und der Insel Tiree eingesetzt. Anschließend wurde das Schiff in Greenock aufgelegt. Der ursprünglich vorgesehene Verkauf nach Griechenland im Jahr 1980 wurde nicht realisiert und das Schiff schließlich Anfang September 1981 nach Irland verkauft. In Dublin wurde das Schiff zu einem Restaurant und Nachtclub umgebaut. Hierfür wurden auf dem zuvor offenen Fahrzeugdeck Aufbauten installiert. Schon 1983 wurde der Betrieb eingestellt. Im Dezember 1986 wurde das Schiff nach Manchester geschleppt, wo ebenfalls der Betrieb als Restaurant versucht wurde. Das Schiff wurde Anfang 1993 verschrottet.

### Cowal
Die Cowal wurde unter der Baunummer 480 auf der Werft Ailsa Shipbuilding Co. gebaut. Der Stapellauf fand am 22. Januar 1954 statt.
Das nach der gleichnamigen Halbinsel benannte Schiff wurde auf der Strecke zwischen Gourock und Dunoon in Dienst gestellt. Später verkehrte die Fähre auch auf anderen Routen über den Firth of Clyde, darunter zwischen Wemyss Bay und Rothesay auf der Isle of Bute oder zwischen Largs und Millport auf der Insel Great Cumbrae. Am 20. Mai 1977 wurde die Cowal außer Dienst gestellt und in Greenock aufgelegt, nachdem in Wemyss Bay und Rothesay Ro-Ro-Rampen gebaut worden waren und die Fähre auf dieser Strecke ersetzt wurde.
Anfang Januar 1979 wurde die Fähre nach Griechenland verkauft. Das in Med Star (oder Mediterranean Star) umbenannte Schiff verkehrte einige Zeit zwischen Igoumenitsa in Griechenland und Otranto auf der Halbinsel Salento in Italien. Im Dezember 1983 wurde es verkauft und 1984 verschrottet.

### Bute
Die Bute wurde unter der Baunummer 481 auf der Werft Ailsa Shipbuilding Co. gebaut. Der Stapellauf fand am 28. September 1954 statt. Das Schiff war nach der gleichnamigen Insel benannt.
Die Fähre wurde am 6. Dezember 1954 auf der Strecke zwischen Wemyss Bay und Rothesay auf der Isle of Bute in Dienst gestellt. Sie verkehrte in den Folgejahren außerdem zwischen Gourock und Dunoon sowie Anfang der 1970er-Jahre auch nach Millport auf der Insel Great Cumbrae. Darüber hinaus verkehrte die Fähre in der ersten Hälfte der 1970er-Jahre zeitweise auch zwischen Oban und Craignure und Lochaline (der erste Einsatz auf dieser Strecke begann Ende 1972 noch in Charter von MacBrayne, bevor Caledonian Steam Packet Company und MacBrayne zum 1. Januar 1973 zu Caledonian MacBrayne verschmolzen wurden). In der zweiten Hälfte der 1970er-Jahre wurde das Schiff auf verschiedenen Strecken eingesetzt, darunter zwischen Mallaig und Armadale und zu den „Small Islands“. Am 21. Oktober 1978 wurde das Schiff außer Dienst gestellt und in der Folge in Greenock aufgelegt.
Anfang November 1979 wurde die Fähre wie zuvor die Cowal nach Griechenland verkauft. Neuer Name des Schiffes wurde Med Sun (oder Mediterranean Sun). Es wurde einige Jahre im Fährverkehr in der südlichen Adria eingesetzt und um 1984/1985 verschrottet.